# Eryk Wyra
Eryk Józef Wyra (ur. 20 maja 1913 w Szopienicach, zm. 3 lutego 2005 w Katowicach) – polski działacz sportowy, prezes Górnika Zabrze, inżynier górniczy.
Przed II wojną światową uzyskał dyplom inżyniera na Akademii Górniczo-Hutniczej w Krakowie, po wojnie obronił dodatkowo magisterium na Politechnice Śląskiej. W młodości uprawiał pływanie w silnym klubie TP Giszowiec, trenował również lekkoatletykę. Należał do PZPR, pracował w aparacie partyjnym; był m.in. kierownikiem wydziału węglowego Komitetu Wojewódzkiego w Katowicach i sekretarzem ekonomicznym Komitetu Wojewódzkiego w Opolu. W 1957 przeszedł do pracy w Ministerstwie Górnictwa i Energetyki na stanowisko dyrektora Departamentu Kadr.

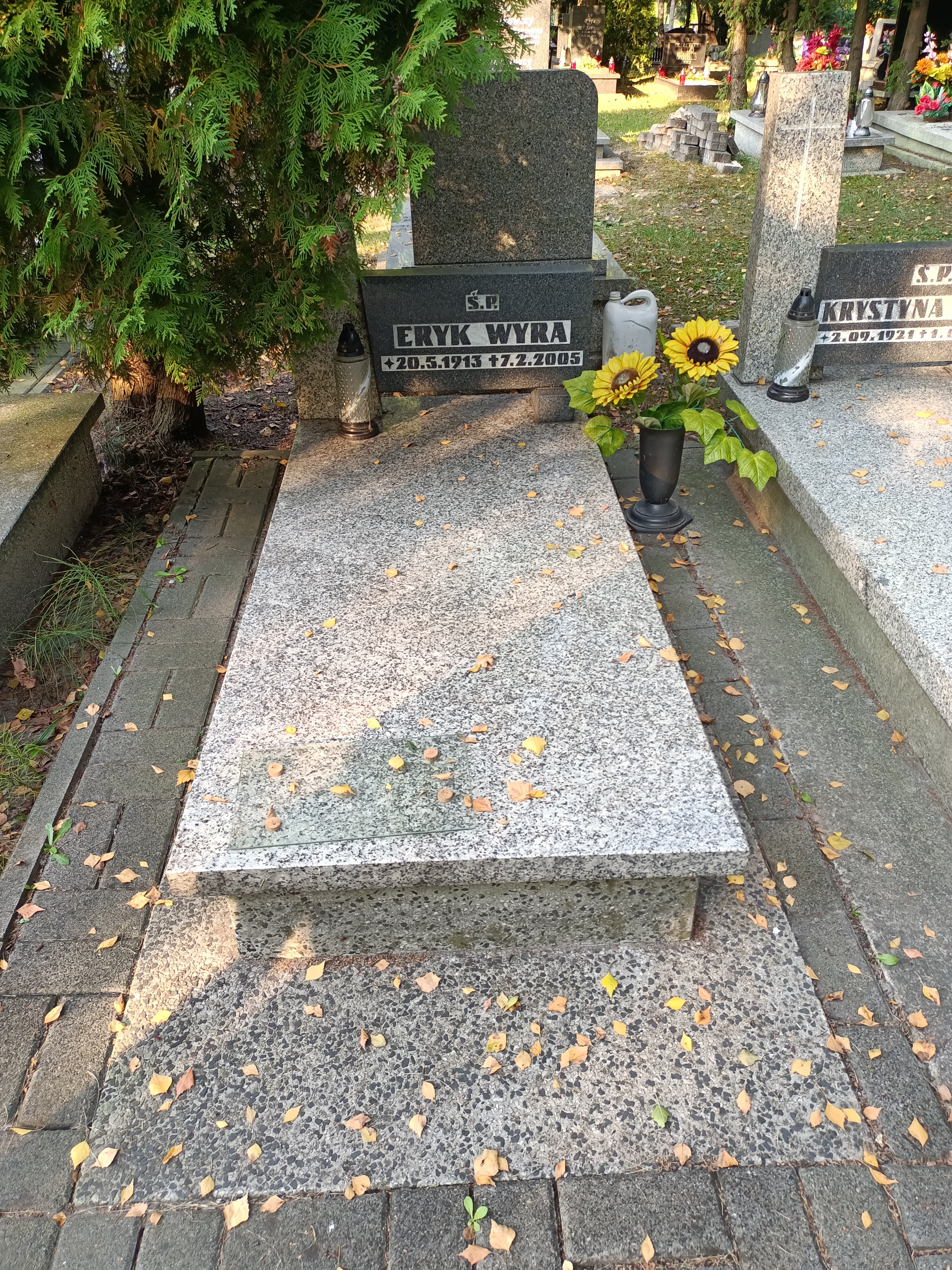
Grób Eryka Wyry

W latach 1967–1973 pełnił funkcję prezesa Górnika Zabrze. Stworzył podstawy organizacyjne potęgi piłkarskiej tego klubu, który za jego kadencji sięgnął po pięć Pucharów Polski, dwa tytuły mistrza Polski oraz dotarł do finału Pucharu Zdobywców Pucharów. Zainicjował budowę hali sportowej w Zabrzu. Odszedł z funkcji prezesa Górnika po konflikcie z piłkarzem Włodzimierzem Lubańskim; jego następcą (a także poprzednikiem) na funkcji prezesa klubu był Ludwik Jaworski.
Został odznaczony m.in. Orderem Sztandaru Pracy I i II klasy. Został pochowany na cmentarzu w Katowicach przy ul. Murckowskiej.